# Cephalotrichidae
Cephalotrichidae  (лат.) — семейство невооружённых немертин из отряда Palaeonemertea. Некоторые исследователи выделяют данное семейство в самостоятельный отряд Archinemertea. 

## Строение
Голова несколько заострённая, рот расположен далеко от переднего конца тела. Глаза отсутствуют, мозг и нервные стволы находятся в слое продольных мышц. Нефридии имеются. 